# Alexei Tichonowitsch Wassiljew
Alexei Tichonowitsch Wassiljew (russisch Алексей Тихонович Васильев; wiss. Transliteration
Aleksej Tichonovič Vasil'ev; geb. 21. März 1869 in Kiew; gest. 31. Dezember 1928  in Saint-Michel-sur-Orge (bei Paris)) war ein russischer Jurist und hoher Polizeibeamter.
Er war der letzte Polizeidirektor des zaristischen Russland, d. h. der Direktor der Polizeiabteilung des Innenministeriums des Russischen Reiches  (Departament Polizii MWD Rossii), der in diesem Amt verantwortlich für alle Polizeikräfte im Russischen Reich einschließlich der Ochrana – d. h. der politischen Polizei bzw. Geheimpolizei – war.

## Leben
Alexei Tichonowitsch Wassiljew wurde 1869 in Kiew geboren. Er studierte Rechtswissenschaften an der Kaiserlichen Universität St. Wladimir und arbeitete dann im Justizwesen für die Staatsanwaltschaft in Kiew und später am St. Petersburger Bezirksgericht.
1916–1917 war er Direktor der Polizeiabteilung des Ministeriums für Innere Angelegenheiten des russischen Reiches (russisch Министерство внутренних дел Российской империи; kurz: MWD), der letzte in diesem Amt. Er untersuchte unter anderem den Mord an Grigori Rasputin. Während der Februarrevolution wurde er verhaftet und in den Ministerpavillon des Taurischen Palais gebracht. 1917 wurde er zunächst in der Peter-und-Paul-Festung gefangen gehalten, dann im Kresty-Gefängnis. Er wurde von der Außerordentlichen Untersuchungskommission der Provisorischen Regierung vernommen. Er emigrierte 1919 über Ungarn, die Tschechoslowakei und Deutschland nach Frankreich. Er ist auf dem russischen Friedhof von Sainte-Geneviève-des-Bois begraben.
Seine Erinnerungen über seine Tätigkeit als Polizeidirektor erschienen auf Deutsch unter dem Titel Ochrana. Aus den Papieren des letzten russischen Polizeidirektors.